# Angelo Mai

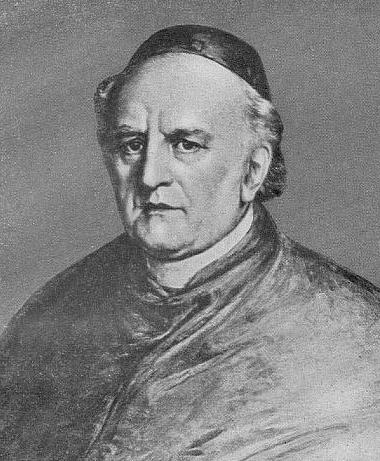
Angelo kardinaal Mai

Angelo Mai (Schilpario, 7 maart 1782 – Castel Gandolfo, 8 september 1854) was een Italiaans geestelijke, filoloog en kardinaal van de Katholieke Kerk.
Mai trad in 1799 toe tot de orde der jezuïeten, en werd in 1804 docent klassieke filologie aan het Jezuïetencollege in Napels. In 1813 werd hij benoemd tot bibliothecaris van de Biblioteca Ambrosiana in Milaan. Hij legde zich vervolgens toe op de tekstkritische bestudering van de vele manuscripten uit de bibliotheek. Hij was vooral deskundig op het terrein van de ontcijfering van palimpsesten. Hij werd corresponderend lid van talrijke wetenschappelijke genootschappen, waaronder de Derde Klasse het Koninklijk Instituut in Amsterdam en had verschillende eredoctoraten, waaronder dat van de Leidse Hoogeschool.
In 1819 werd hij benoemd tot bibliothecaris van de Vaticaanse Bibliotheek. Tijdens het consistorie van 12 februari 1838 werd hij door paus Gregorius XVI tot kardinaal gecreëerd. De Sant'Anastasia werd zijn titelkerk.

## Wetenschappelijk werk
- Fragmenten van Cicero's Pro Scauro, Pro Tullio, Pro Flacco, In Clodium et Curionem, De aere alieno Milonis, De rege Alexandrino, 1814
- M. Corn. Frontonis opera inedita, cum epistolis item ineditis, Antonini Pii, Marci Aurelii, Lucii Veri et Appiani, 1815; herdruk 1823 met meer dan 100 nieuwe documenten uit de Vaticaanse Bibliotheek
- Delen van Acht Redevoeringen van Quintus Aurelius Symmachus
- Fragmenten van Plautus, met name het toneelstuk Vidularia
- Isaios' Rede "Over de erfenis van Kleonymos"
- De laatste negen boeken van de geschiedschrijving van Dionysius van Halicarnassus alsmede een aantal andere werken
- M Tullii Ciceronis de republica quae supersunt (1822) - de eeuwen verloren gewaande staatstheorie van Cicero, door Mai ontdekt in 1819 in de Biblioteca Ambrosiana.
- Scriptorum veterum nova collectio, e Vaticanis codicibus edita, 1825-1838
- Classici scriptores e Vaticanis codicibus editi,  1828-1838
- Spicilegium Romanum,  1839-1844
- Patrum nova bibliotheca,  1845-1853

- Bibsys: 1037566
- Biblioteca Nacional de España: XX1326865
- Bibliothèque nationale de France: cb12399134k (data)
- Catàleg d'autoritats de noms i títols de Catalunya: 981058509863706706
- CiNii: DA12178167
- Gemeinsame Normdatei: 119258056
- International Standard Name Identifier: 0000 0001 2145 099X
- Library of Congress Control Number: n85101796
- Nationale Bibliotheek van Tsjechië: hka2010602004
- Nationale bibliotheek van Australië: 35752063
- Nationale Bibliotheek van Israël: 987007264819205171
- Nationale Bibliotheek van Polen: a0000001806044
- Nationale en Universitaire bibliotheek Zagreb: 000134739
- Nederlandse Thesaurus van Auteursnamen: 068674554
- Istituto Centrale per il Catalogo Unico: CFIV118273
- LIBRIS: 280480
- SNAC: w6vr10h8
- Système universitaire de documentation: 033089574
- Trove: 1071290
- Virtual International Authority File: 100180720
- WorldCat: E39PBJgmPWftFgQwTpfDmbfyVC